# Manuur
Een manuur is de hoeveelheid werk die één persoon in één uur verricht. Het wordt in economische context met name gebruikt als rekeneenheid voor de tijd die nodig is om een project door een aantal personen te laten voltooien. Kan een karwei door een persoon in tien uur voltooid worden, dan spreekt men van tien manuren. Twee personen kunnen het dan in vijf uur. De loonkosten bedragen het aantal manuren vermenigvuldigd met het uurloon.
Bij de berekening van een manuur wordt er rekening mee gehouden dat het werk wordt gedaan door een vakman en onder normale omstandigheden. Zaken als werkvoorbereiding, rustpauzes en tussentijds materiaalonderhoud moeten ook mee berekend worden.
Als meer genderneutrale variant wordt ook wel mensuur gebruikt.